# Günther Dissertori

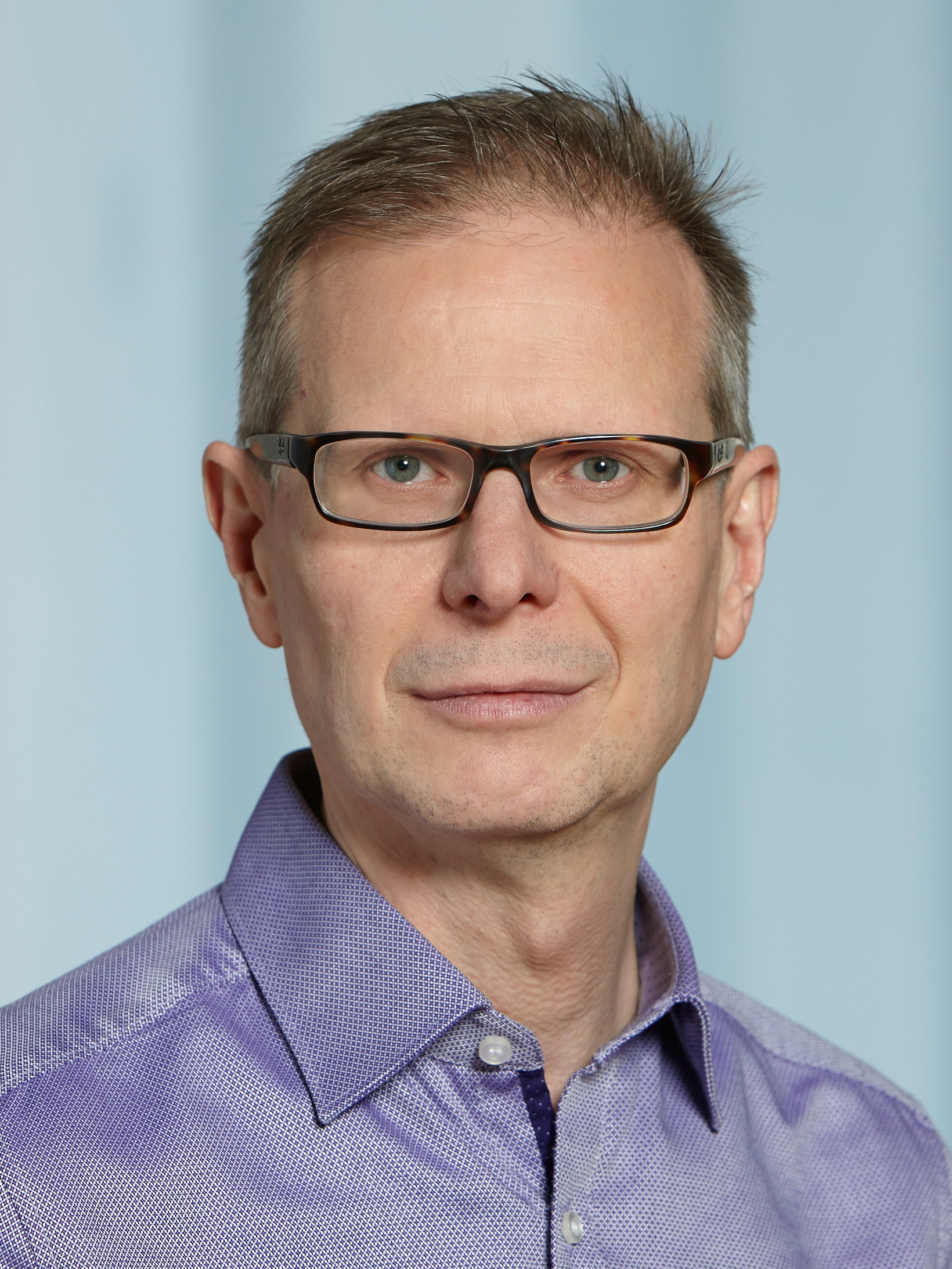
Günther Dissertori (2019)

Günther Dissertori (* 24. November 1969 in Meran) ist ein italienischer Physiker und Professor für Teilchenphysik an der ETH Zürich. Er ist Experte in Quantenchromodynamik und ist seit vielen Jahren leitend im CMS Experiment am LHC Beschleuniger des CERN involviert, wo im Jahre 2012 das Higgs-Boson entdeckt wurde. Der ETH-Rat wählte ihn als Nachfolger von Sarah Springman als Rektor der ETH Zürich ab Februar 2022.

## Leben
Seine Kindheit verbrachte Dissertori in Algund, wo er die Grund- und Mittelschule besuchte. Seine akademische Karriere begann am Realgymnasium „Albert Einstein“ und an der Universität Innsbruck in Österreich, wo er Physik studierte. Sein Physikstudium schloss er 1997 mit seiner Doktorarbeit über den ALEPH-Detektor am CERN mit summa cum laude ab. Nach Beendigung des Studiums arbeitete er für die nächsten vier Jahre am LEP-Speicherring des CERN, zuerst als CERN-Fellow und später als Mitglied des CERN Research Staff. Während dieser Zeit führte er seine Arbeit am ALEPH-Detektor weiter fort und begann zudem sich beim CMS Teilchendetektor am LHC einzubringen. Im September 2001 begann er seine Arbeit als Assistenzprofessor an der ETH Zürich. Im Jahre 2007 wurde er zum ordentlichen Professor ernannt.

## Leistungen
Während der Jahre an der ETH fokussierte sich seine Forschungsgruppe auf die Konstruktion, die Inbetriebnahme und die Handhabung des CMS-Detektors, mit besonderem Schwerpunkt auf die Kristalle des elektromagnetischen Kalorimeters. Die Forschungsgruppe spielt seit der Datenaufzeichnung Ende 2009 eine führende Rolle in der CMS Datenauswertung. Trotz seiner aufwendigen Forschung vernachlässigte Dissertori seine Rolle als Professor an der ETH nicht, weswegen er bereits von den Studierenden seines Fachgebietes mit vier „Goldenen Eulen“ (in 2005, 2009, 2015 und 2020) und 2013 mit dem „Credit Suisse Award for Best Teaching“ ausgezeichnet wurde. Ebenfalls ist Günther Dissertori seit 2022 Mitglied des Stiftungsrats der Schweizerischen Studienstiftung.